# جوهر (الصومال)

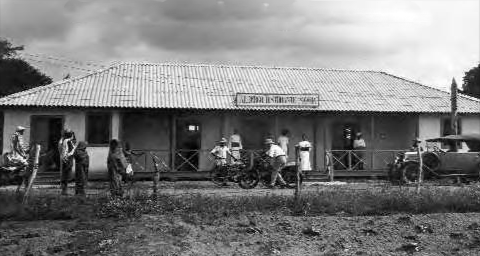
صورة لدار إقامة أنشئ خلال الاستعمار الإيطالي للصومال بالقرب من القرية.

جوهر مدينة صومالية تبعد نحو 90 كم إلى شمال مقديشو على طريق رئيسي مرصوف. وهي عاصمة محافظة شبيلي الوسطى الصومالية. يوجد بشمال المدينة مطار.
جوهر وبيدوا كانتا معا العاصمة الإدارية التي اتخذتها الحكومة الاتحادية الانتقالية الصومالية بعد انتزاعها من اتحاد المحاكم الإسلامية، بعيدا عن مقديشو لدواع أمنية.
يمرّ في وسط المدينة نهر شبيلى الذّي يروي المزارع والحدائق والبساتين التّابعة لشركة السكر في المدينة (شركة سايس)، وهي الشّركة الوحيدة التي تنتج السُّكر في الصّومال. وكانت شركة إيطاليّة تقوم بزراعة القصب بكميّاتٍ كبيرةٍ في هذه المنطقة، ثمّ تقوم بإستخراج السّكر منه في مصنعٍ كبيرٍ داخل مدينة خاصّة بعمّاله وموظّفيه، كما تقوم الشّركة بزراعة الكثير من أنواع الفاكهة والخضروات داخل مزارعها. وقد أتمّت الحكومة الصّومالية هذا المصنع وأصبح ملكًا للدّولة.
وفي جوهر، مدرسةٌ حكوميّةٌ ابتدائيّةٌ وأخرى إعداديّةٌ. ويقوم بالتّدريس في هاتين المدرستين المُعلّمون الصّوماليّون والمصريّون والإيطاليّون.

## أعلام
- لويجي أمديو
- علي مهدي محمد
- حسن برسني